# Ruta Skadi
Ruta Skadi er en fiktiv lettisk heksedronning i Philip Pullmans trilogi om Det gyldne kompas. Hun havde engang et kærlighedsforhold til Lord Asriel. Hun ledsager Serafina Pekkala og hendes venner på en del af deres rejse. Hun forlader gruppen, først for at se det imperium Lord Asriel er ved at bygge og henter derefter hekse for at hjælpe ham. Hun tager nyheden om at nyt mystisk våben med sig, det viser sig at være "Skyggernes kniv", efter at have overhørt en samtale mellem nogle klippegaster. 
Hun er beskrevet som meget passioneret, kraftfuld, ubarmhjertig og smuk og med sort hår og store sorte øjne. 
Hun var engang elskerinde til Lord Asriel og da heksene finder ud af at Lord Asriel og Marisa Coulters datter Lyra skal være den næste Eva, er Ruta ærgerlig over ikke at være mor til Lyra, for så ville Lyra være blevet en heks. Hun begår selvmord efter at have dræbt John Parry, hendes hidtil ukendte elsker.
Hendes daimon er en blåhals med navnet Sergei. 
Trods det at hun er fra Letland, er hendes navn litauisk og betyder "yew".